# راندي باول كيج
راندي باول كيج (بالإنجليزية: Randy Paul Gage)‏ هو كاتب أمريكي، ولد في 6 أبريل 1959 في ماديسون في الولايات المتحدة.

## وصلات خارجية
- الموقع الرسمي